# Sefīd Cheshmeh
Sefīd Cheshmeh (persiska: سِفيد چِشمِه, سفيد چشمه) är en ort i Iran.   Den ligger i provinsen Golestan, i den norra delen av landet, 400 km öster om huvudstaden Teheran. Sefīd Cheshmeh ligger 93 meter över havet och antalet invånare är 489.
Terrängen runt Sefīd Cheshmeh är varierad.Runt Sefīd Cheshmeh är det ganska tätbefolkat, med 65 invånare per kvadratkilometer. Närmaste större samhälle är Āzādshahr, 13,8 km nordost om Sefīd Cheshmeh. I omgivningarna runt Sefīd Cheshmeh växer i huvudsak blandskog.